# Deutsche Schwimmmeisterschaften 1987
Die 99. Deutschen Schwimmmeisterschaften fanden vom 30. Juni bis 4. Juli 1987 im Badezentrum Sindelfingen statt.
| Disziplin           | Männer            | Männer            | Männer | Frauen                | Frauen           | Frauen |
| Disziplin           | Name              | Verein            | Zeit   | Name                  | Verein           | Zeit   |
| ------------------- | ----------------- | ----------------- | ------ | --------------------- | ---------------- | ------ |
| 50 m Freistil       | Bernd Hoffmeister | Wuppertal         |        | Christiane Pielke     | Hannover         |        |
| 100 m Freistil      | Thomas Fahrner    | Offenbach am Main |        | Karin Seick           | SG Wiste         |        |
| 200 m Freistil      | Michael Groß      | Offenbach am Main |        | Birgit Schulz-Lohberg | Hamburg          |        |
| 400 m Freistil      | Rainer Henkel     | SV Rhenania Köln  |        | Julia Lebek           | SV Rhenania Köln |        |
| 1500 m Freistil     | Rainer Henkel     | SV Rhenania Köln  |        |                       |                  |        |
| 50 m Brust          | Rolf Beab         | Dormagen          |        | Britta Dahm           | Duisburg         |        |
| 100 m Brust         | Bert Goebel       | Dormagen          |        | Britta Dahm           | Duisburg         |        |
| 200 m Brust         | Hartmut Wedekind  | Bochum            |        | Britta Dahm           | Duisburg         |        |
| 50 m Rücken         | Frank Hoffmeister | Wuppertal         |        | Marion Aizpors        | Münster          |        |
| 100 m Rücken        | Frank Hoffmeister | Wuppertal         |        | Svenja Schlicht       | Hamburg          |        |
| 200 m Rücken        | Frank Hoffmeister | Wuppertal         |        | Svenja Schlicht       | Hamburg          |        |
| 50 m Schmetterling  | Stephan Güsgen    | Dormagen          |        | Uta Herrmann          | Bochum           |        |
| 100 m Schmetterling | Michael Groß      | Offenbach am Main |        | Susanne Schuster      | Hildesheim       |        |
| 200 m Schmetterling | Rene Schaffgans   | SV Rhenania Köln  |        | Bettina Papenburg     | SV Nienhagen     |        |
| 200 m Lagen         | Peter Bermel      | Hamburg           |        | Svenja Schlicht       | Hamburg          |        |
| 400 m Lagen         | Peter Bermel      | Hamburg           |        | Birgit Schulz-Lohberg | Hamburg          |        |